# Piłka ręczna

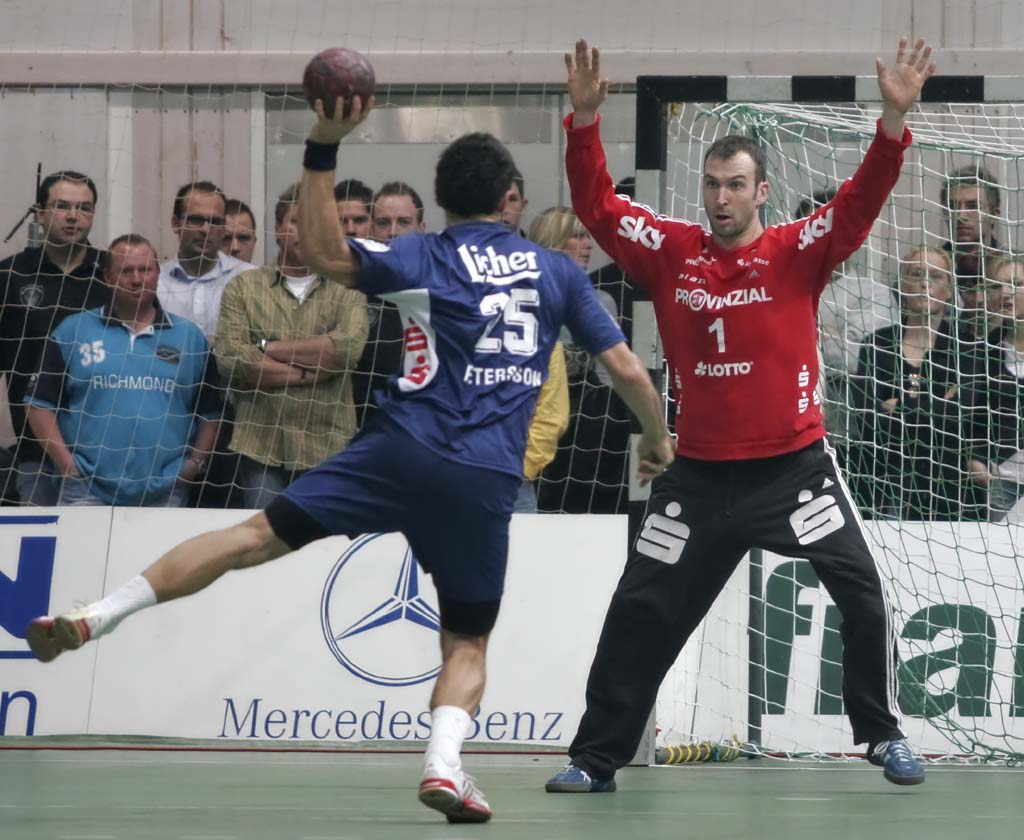
Rzut karny z 7 metrów

Piłka ręczna (potocznie pol. szczypiorniak, ang. handball) – zespołowa dyscyplina sportu (gra drużynowa), uprawiana na całym świecie – zarówno przez kobiety, jak i przez mężczyzn – w której biorą udział dwie drużyny po 7 zawodników każda. Celem gry jest zdobycie jak największej liczby bramek. Piłka może być rzucana, popychana, łapana, uderzana i zatrzymywana. Zawodnicy, oprócz bramkarzy, nie mają prawa zrobić więcej niż 3 kroki z piłką w rękach, co wymusza bieg z kozłowaniem i liczne podania. Bramkarze wychodząc z pola bramkowego, stają się zawodnikami ofensywnymi i obowiązują ich wówczas identyczne prawa jak pozostałych zawodników (łącznie z brakiem możliwości powrotu z piłką w pole karne).

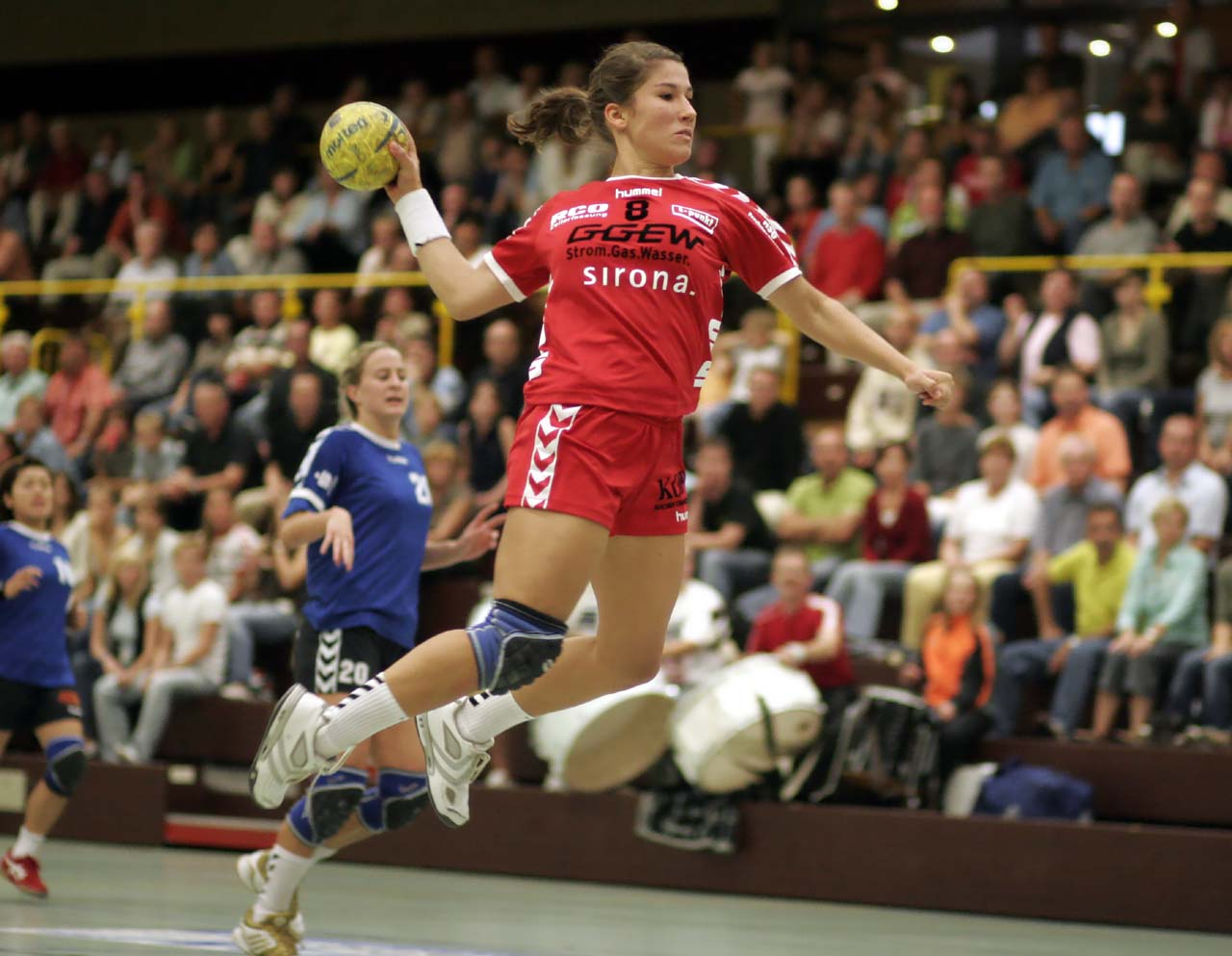
Zawodniczka rzuca piłkę do bramki

## Historia
Źródeł piłki ręcznej należy szukać w dalekiej przeszłości. Gry takie jak: urania w starożytnej Grecji, herpastum w starożytnym Rzymie czy fangballspiel w średniowiecznych Niemczech, były zbliżone do współczesnej piłki ręcznej. Są także świadectwa istnienia zbliżonych gier w średniowieczu: we Francji oraz pośród grenlandzkich Inuitów.
W XIX wieku, istniały również podobne gry: haandbold w Danii, hazena w Czechach i na Słowacji, gandbol na Ukrainie, torball w Niemczech i lokalne wersje w Irlandii i Urugwaju.
Współczesna piłka ręczna uformowała się pod koniec XIX wieku w północnej Europie, głównie w Danii, Niemczech, Norwegii i Szwecji. Duńczyk Holger Nielsen spisał pierwsze zasady i reguły nowoczesnej piłki ręcznej (håndbold) w 1898 roku (opublikował je w roku 1906) – m.in. 3 sekundy na przetrzymanie piłki czy zakaz biegania z piłką. Kolejny zbiór zasad gry został opublikowany 29 października 1917 roku przez Maxa Heisera. W jego założeniu miała to być gra dla kobiet, bardziej dla nich przyjazna niż nowo powstała wówczas „męska” piłka nożna. Datę tę przyjmuje się za narodziny piłki ręcznej. W roku 1919 zasady gry zostały rozwinięte przez Carla Schelenza, który wprowadził przepisy uatrakcyjniające tę dyscyplinę dla mężczyzn. Pierwszy mecz międzypaństwowy rozegrano 13 września 1925 roku w Halle: Niemcy – Austria 6:3. Podczas igrzysk olimpijskich w Amsterdamie w 1928 roku, powstała pierwsza Międzynarodowa Federacja Amatorskiej Piłki Ręcznej (IAHF). Pierwsze mistrzostwa świata drużyn męskich 7- (tzw. wersja duńska) i 11-osobowych (tzw. wersja niemiecka) rozegrano w 1938 roku w Niemczech. W obu kategoriach zwyciężyli gospodarze. Mistrzostwa świata kobiet rozgrywane są natomiast od 1957 roku.
Przez kilkanaście lat obie formy piłki ręcznej istniały obok siebie, jednak gra z udziałem 11 zawodników stopniowo zanikała, a dzisiejsza wersja rozgrywana przez 7 graczy stawała się coraz bardziej popularna. Podczas Letnich Igrzysk Olimpijskich w Berlinie w 1936 roku, na życzenie Adolfa Hitlera, przeprowadzono po raz pierwszy i jedyny zawody piłki ręcznej na stadionie otwartym. Rozgrywane one były na zewnątrz, na boisku o wymiarach 90-100 × 55-65 metrów, ta odmiana piłki ręcznej nosiła nazwę Feldhandball. Ostatni mecz reprezentacji Niemiec zgromadził 100 tys. widzów, co jest do dzisiaj rekordem frekwencji na meczu piłki ręcznej. Ostatnie mistrzostwa w Feldhandballu odbyły się w roku 1976.

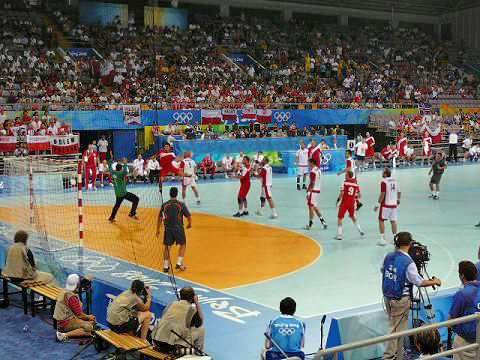
Mecz Polska – Islandia, Letnie Igrzyska Olimpijskie 2008 w Pekinie

W Polsce piłkę ręczną (w 11-osobowej wersji niemieckiej) zaczęli po raz pierwszy uprawiać w 1917 legioniści I i III Brygady Legionów Polskich, internowani po kryzysie przysięgowym (1917) w obozie internowania w Szczypiornie pod Kaliszem (od 1976 dzielnica Kalisza); stąd pochodzi nazwa szczypiorniak (nazwa ta jest rzadziej stosowana do obecnej wersji 7-osobowej). Szeroko rozpowszechniona wersja wydarzeń mówi, że legioniści nauczyli się w nią grać od niemieckich wartowników, lecz we wspomnieniach internowanych legionistów nie ma na nią dowodów, można za to przeczytać, że „leguny wykombinowali nową grę”. Ponieważ piłka ręczna pojawiła się na przełomie XIX i XX w. w Niemczech i w Danii możliwe jest, że któryś z legionistów podpatrzył ją właśnie tam. We wspomnieniach pojawia się postać majora Stanisława Grzmota-Skotnickiego, który miał zainicjować grę w piłkę ręczną w Szczypiornie, a także postać kaprala Antoniego Jarząbka. Później w szczypiorniaka grali również żołnierze kaliskiego I Batalionu Pogranicznego, którzy w 1918 zajęli obóz w Szczypiornie i następnie w nim stacjonowali. Za datę narodzin piłki ręcznej w Polsce uznaje się rok 1918. Od 1928 reprezentantem polskiej piłki ręcznej jest Związek Piłki Ręcznej w Polsce.
W 1946 powołano International Handball Federation (IHF), która kieruje obecnie rozwojem dyscypliny. Piłka ręczna (7-osobowa) powróciła do programu podczas Igrzysk Olimpijskich w Monachium (1972), kobiety biorą udział w igrzyskach olimpijskich od 1976. Według danych IHF z grudnia 2006 zrzesza ona 159 federacji krajowych reprezentujących 1 130 000 zespołów i 31 milionów graczy, trenerów, działaczy sportowych i sędziów.

## Ogólne zasady gry

Boisko do piłki ręcznej

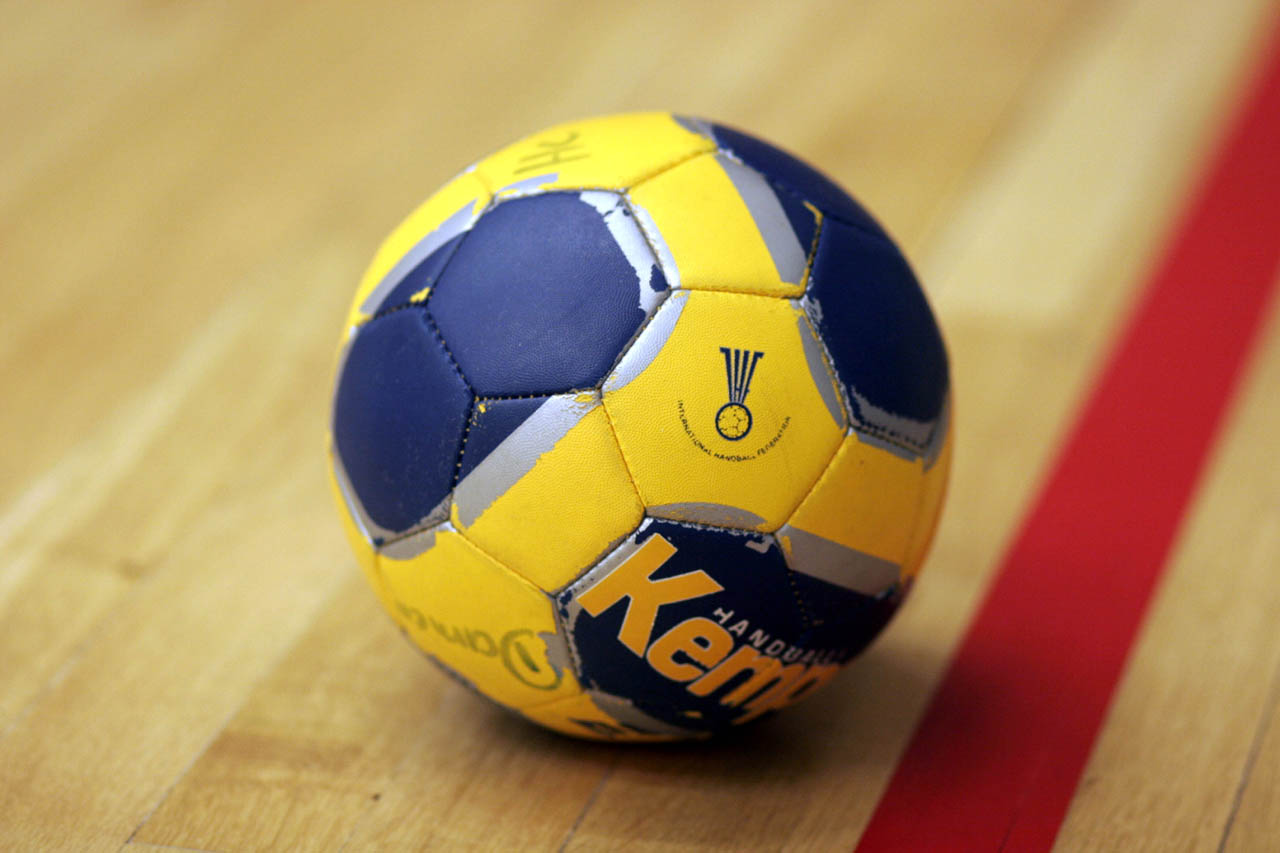
Piłka do gry

W grze biorą udział dwie drużyny liczące nie więcej niż 16 zawodników (7 na boisku i nie więcej niż 9 rezerwowych). Zawodnicy występują na pozycjach:
- bramkarz
- obrotowy (koło)
- rozgrywający: lewe pół, prawe pół, środek (przed obrotowym)
- skrzydłowi: lewe skrzydło, prawe skrzydło

Celem gry jest zdobycie większej liczby bramek niż drużyna przeciwna. Gol jest zdobyty, gdy piłka przekroczy linię bramkową całym obwodem i znajdzie się wewnątrz bramki. Mecz dzieli się na połowy po 30 minut z 10-minutową przerwą. Piłka może być rzucana, popychana, łapana, uderzana, zatrzymywana. Zawodnicy mogą dotykać piłki wszystkimi częściami ciała oprócz podudzia i stóp. Jeżeli zawodnik nie kozłuje piłki, może ją trzymać jedynie 3 sekundy. Tylko bramkarz znajdujący się w polu bramkowym (w obrębie linii 6 metrów) jest zwolniony z przestrzegania tych zasad. Mecz rozpoczyna drużyna, która wygrała piłkę po rzucie monetą. Zawodnik tej drużyny wykonuje podanie do partnera z zespołu, trzymając jedną stopę na linii środkowej boiska do chwili, gdy piłka opuści jego dłonie. Gracze podczas początku i wznowienia gry muszą przebywać na swoich połowach boiska. Gracz będący w posiadaniu piłki może ją podać, kozłować lub trzymać. Nie może również wykonać więcej niż trzech kroków, trzymając piłkę. Po zdobyciu bramki przez jedną z drużyn, zespół który ją stracił, wznawia grę rzutem ze środka boiska. Gdy zawodnik jednej z drużyn wykonuje rzut do bramki, musi uważać, by nie przekroczyć linii znajdującej się 6 metrów od bramki. Gdy jednak ją przekroczy, jest rzut wolny dla drużyny przeciwnej. W wypadku gdy obrońca znajdzie się we własnym polu bramkowym w czasie obrony, sędziowie dyktują rzut karny. Jest on wykonywany z odległości 7 metrów od bramki. Zawodnik wykonujący rzut karny znajduje się sam na sam z bramkarzem.
- Piłka składa się z gumowej dętki pokrytej zszytymi kawałkami skóry lub tworzywa syntetycznego, które nie mogą być błyszczące ani śliskie. Obwód piłki używanej przez mężczyzn: od 58 do 60 cm, waga: od 425 do 475 g. Natomiast u kobiet obwód wynosi od 54 do 56 cm, waga od 325 do 400 g. Wielkość i waga piłki do piłki ręcznej są uzależnione od kategorii wiekowej: według IHF, rozmiar 3 – 58 do 60 cm obwodu i około 425 do 475 g – drużyny męskie od 16 roku życia, rozmiar 2 – 54 do 56 cm obwodu i 325 – 375 g – drużyny żeńskie od 14 roku życia oraz drużyny chłopięce 12 do 16 lat, rozmiar 1 – obwód 50- 52 cm, waga 290-330 gramów – dla drużyn dziewcząt w wieku 8-14 lat oraz chłopięcych 8-12 lat.[3]

- Ubiór zawodników musi być jednolity dla wszystkich członków zespołu (nie dotyczy to bramkarzy); strój składa się ze spodenek i koszulek, opatrzonych numerami; numery na plecach powinny mieć przynajmniej 20 cm, a z przodu przynajmniej 10 cm; nie wolno używać kasków ani masek ochronnych, zakazane jest także noszenie biżuterii i okularów w twardych oprawkach oraz innych przedmiotów mogących narażać graczy na niebezpieczeństwo.
- Boisko ma wymiary 40 na 20 metrów; dłuższy bok zwany jest linią boczną, a krótszy linią końcową; część linii końcowej znajdująca się między słupkami bramki nosi nazwę linii bramkowej; wzdłuż jednej z linii bocznych, po 4,5 metra po obu stronach linii środkowej wyznaczona jest linia zmian; na boisku wyznaczone są dwa pola bramkowe ograniczone ćwierćokręgami o promieniu 6 metrów, ze środkiem w punktach ustawienia słupków bramki, oraz linią równoległą do linii końcowej umiejscowionej w odległości 6 metrów. W polu bramkowym drużyny może przebywać tylko jej bramkarz; bramka ma 2 metry wysokości i 3 szerokości.
- Bramki zgodnie z przepisami IHF wynoszą 3 metry szerokości i 2 metry wysokości i umieszczone są na linii końcowej boiska; są zbudowane z kilku elementów: ramy (zazwyczaj wykonana z metalu, najczęściej ze stali), słupków i poprzeczki (łączą się ze sobą, tworząc prostokątne pole bramkowe o standardowych wymiarach), siatki (bramka jest zazwyczaj wyposażona w siatkę, która jest umieszczana za słupkami i poprzeczką; siatka pomaga w określaniu, czy piłka przeszła przez bramkę, a także ułatwia pracę bramkarzowi w wyławianiu piłki), system mocowania (bramka musi być stabilnie zamocowana na boisku; w tym celu używane są różne systemy mocowania, takie jak haki, które zakotwiczają ramę do podłoża).[4]
- Sędziowie to dwóch boiskowych (sędziowie główni), którzy nadzorują przebieg gry i rozstrzygają wszystkie spory oraz stolikowi: mierzący czas (obsługa tablicy wyników), sekretarz (prowadzenie protokołu). Przy stoliku sędziowskim może również zasiadać 1 lub więcej delegatów (obserwatorów, komisarzy – nazwa stanowiska zależy od wewnętrznych przepisów federacji prowadzącej dane rozgrywki).

## Kategorie wiekowe rozgrywek
Podstaw piłki ręcznej dzieci mogą zacząć się uczyć już w pierwszej lub drugiej klasie szkoły podstawowej. W rozgrywkach międzyszkolnych oraz rozgrywkach organizowanych przez Okręgowe Związki Piłki Ręcznej mogą już brać udział dzieci z III i IV klasy szkoły podstawowej. Kategoria wiekowa wyznacza górny limit wieku zawodnika. W kategoriach:
- „dzieci” mogą brać udział zawodnicy, którzy mieli do 12 lat w momencie rozpoczęcia rozgrywek (VI klasa szkoły podstawowej);
- „młodzik” to kategoria wiekowa dla zawodników do 14. roku życia (VII lub VIII klasa szkoły podstawowej);
- „junior młodszy” to zawodnicy do 17. roku życia (II lub III klasa szkoły średniej);
- „junior starszy” do 19 lat (IV klasa szkoły średniej).

Po ukończeniu wieku juniora starszego zawodnicy stają się seniorami, gdzie nie obowiązują już ograniczenia wiekowe.

## Systemy rozgrywek i zawodów
W Polsce rozgrywki w kategoriach młodzieżowych prowadzone są w pierwszej fazie przez Okręgowe Związki Piłki Ręcznej, następnie dwie najlepsze drużyny z lig wojewódzkich grają na szczeblu centralnym pod egidą Związku Piłki Ręcznej w Polsce (ZPRP). Zmagania seniorskie odbywają się pod nadzorem ZPRP.
- Dzieci to najczęściej zawodnicy V i VI klasy szkoły podstawowej, tutaj rozgrywki wojewódzkie prowadzone są na zasadzie grupowej, zespoły grają najczęściej w 4-zespołowych grupach i 2 najlepsze przechodzą dalej i tak aż do finału, gdzie wyłoniony zostaje mistrz województwa. W tej kategorii wiekowej mistrzowie województw nie walczą już dalej, jednak V-klasiści mogą walczyć o tytuł Mistrza Polski w corocznym turnieju w Ciechanowie, natomiast VI-klasiści zmagają się na jednym z najstarszych młodzieżowych turniejów w Polsce, na Mistrzostwach Polski klas VI w Kępnie.
- Młodzicy, tutaj rozgrywki na szczeblu wojewódzkim prowadzone są w sposób podobny do poprzedniej kategorii lub rozgrywana jest normalna liga systemem mecz i rewanż, każdy z każdym i dwie najlepsze ekipy awansują do ćwierćfinału Mistrzostw Polski. Na tym etapie zespoły podzielone zostają na 8 grup po 4 zespoły, gdzie każdy gra z każdym i dwie najlepsze ekipy awansują do półfinału Mistrzostw Polski. Tutaj podobnie 4 grupy po 4 zespoły i po dwie najlepsze awansują do turnieju finałowego. Impreza ta odbywa się w jednym mieście, gdzie 8 zespołów dzieli się na dwie grupy. Dwie najlepsze ekipy z każdej grupy grają systemem 1A-2B i 2A-1B zwycięzcy potyczek grają o złoto, a przegrani o brąz. Zwycięski zespół zdobywa złote medale i tytuł Mistrza Polski Młodzików.
- Juniorzy młodsi. Na szczeblu wojewódzkim rozgrywana jest liga każdy z każdym, mecz i rewanż, na szczeblu centralnym rzecz ma się tak samo jak w młodzikach, przy czym turniej finałowy rozgrywany jest w ramach Ogólnopolskiej Olimpiady Młodzieży i zwycięzca oprócz tytułu Mistrza Polski otrzymuje złoty medal Olimpiady Młodzieży.
- Juniorzy starsi. Na szczeblu wojewódzkim system ten sam co w juniorach młodszych, a na szczeblu centralnym ten sam co w młodzikach. Do tej pory w kategorii chłopców tylko Wiśle Płock rocznikowi 1988 (Zabrze 2003 mł., Puławy 2005 j. mł., Wolsztyn 2007 j. st.) oraz 1997 (Zamość 2012 mł., Płock 2014 j. mł.,Piekary Śląskie 2016 j. st.) udało się zdobyć tym samym składem osobowym wszystkie trzy tytuły mistrzowskie. Bliskie tego celu były również dwie ekipy: Wybrzeże Gdańsk rocznik 1982 (złoto w młodzikach i juniorach starszych oraz srebro w juniorach młodszych) oraz MMTS Kwidzyn rocznik 1983 (złoto w młodzikach i juniorach młodszych i brąz w juniorach starszych).
- Rozgrywki seniorskie kobiet. W sezonie 2005/2006 w ogólnopolskich rozgrywkach brało udział 45 zespołów. Współzawodnictwo odbywa się na trzech szczeblach: 4 grupy II ligi (łącznie 21 zespołów), I liga (12 ekip) i ekstraklasa, gdzie o tytuł Mistrza Polski walczy 12 zespołów. Zwycięzca ma prawo występów w kwalifikacjach do Ligi Mistrzyń, a 4 następne ekipy w europejskich pucharach.
- Rozgrywki seniorskie mężczyzn. Najniższą klasą rozgrywkową jest aktualnie III liga. II Liga posiada 4 grupy, natomiast na zapleczu ekstraklasy w I lidze bój toczy 28 zespołów w dwóch grupach podzielonych na północny zachód (14 ekip) i południowy wschód (14).

W krajowej elicie – Superlidze – występuje 14 drużyn. Zwycięzca Superligi ma prawo udziału w fazie grupowej Ligi Mistrzów, wicemistrz, trzecia i czwarta drużyna (jeśli krajowy puchar zdobędzie któryś z zespołów Superligi z miejsc I-IV), w zależności od rankingu EHF występują w Pucharze EHF lub Challenge Cup.

## Kary w piłce ręcznej
W piłce ręcznej istnieje wiele różnych kar, które sędzia może nałożyć na zawodników za różne przewinienia. Typy kar, które są stosowane w piłce ręcznej:
1. Kara 2 minut: Zawodnik zostaje ukarany dwiema minutami czasu kary. W tym okresie drużyna ukaranego zawodnika musi grać z jednym zawodnikiem mniej.
2. Kara 5 minut: Zawodnik może otrzymać karę na 5 minut za poważniejsze naruszenia. Także w tym przypadku drużyna ukaranego zawodnika gra przez 5 minut z jednym zawodnikiem mniej.
3. Kara dyskwalifikacyjna: Jest to najpoważniejsza kara, która oznacza usunięcie zawodnika z boiska na resztę meczu. W przypadku czerwonej karty zawodnik musi opuścić boisko natychmiast, a jego drużyna gra z jednym zawodnikiem mniej do końca meczu.
4. Kara techniczna: Kara ta obejmuje sytuacje, w których sędzia chce ukarać drużynę, ale nie ma konkretnej osoby do ukarania. Drużyna przeciwna otrzymuje rzut wolny.
5. Rzut karny: Jest przyznawany, gdy zawodnik broniący popełni poważne naruszenie w polu karnym. Napastnik wykonuje rzut karny z odległości 7 metrów, próbując pokonać bramkarza.
6. Rzut wolny: Jest to kara za mniejsze przewinienia. Zawodnik drużyny przeciwnej, której przyznano rzut wolny, musi się oddalić na odległość 3 metrów od piłki, zanim będzie mógł ponownie włączyć się do gry.

Sędzia może dostosować rodzaj kary w zależności od natury przewinienia, a także od sytuacji na boisku. Celem kar w piłce ręcznej jest utrzymanie dyscypliny i sprawiedliwości w trakcie meczu.

## Błędy w piłce ręcznej
W piłce ręcznej, podobnie jak w innych dyscyplinach sportowych, zawodnicy mogą popełniać różnego rodzaju błędy. Najczęstsze błędy w piłce ręcznej:
1. Przewinienia taktyczne: Zawodnicy czasami popełniają przewinienia celowo, aby przerwać akcję przeciwnika lub zatrzymać grę. Przykłady to faule taktyczne, utrudnianie rzutów wolnych, czy też zbyt agresywne zachowanie.
2. Przewinienia techniczne: Błędy techniczne obejmują sytuacje, w których zawodnik nieprawidłowo trzyma piłkę, wykonuje błędny rzut wolny, czy też wchodzi w pole karne przeciwnika.
3. Przewinienia obronne: Błąd obronny może wystąpić, gdy zawodnik nieprawidłowo próbuje zatrzymać przeciwnika np. przez faul.
4. Przewinienia atakujące: Błędy atakujące mogą obejmować faule podczas próby zdobycia bramki np. przez błędne wejście w pole karne.
5. Niezgodne zasady rzutów wolnych: Zawodnicy muszą przestrzegać określonych zasad podczas wykonywania rzutów wolnych. Błędy w tej kategorii mogą obejmować np. zbyt wcześnie rozpoczęcie akcji po rzucie wolnym.
6. Błąd bramkarski: Bramkarze mogą popełnić błędy, takie jak faulowanie przeciwnika poza swoim polem karnym.
7. Zbyt długie utrzymanie piłki przez bramkarza: Bramkarz nie może trzymać piłki zbyt długo w ręku. Jeśli utrzymuje piłkę zbyt długo, przeciwna drużyna otrzymuje rzut wolny z rzutu rożnego.
8. Niewłaściwe zmiany zawodników: Błąd może wystąpić, jeśli zawodnik wchodzi na boisko lub wychodzi z niego w sposób niezgodny z zasadami zmian.

Sędziowie monitorują te sytuacje i nakładają kary w postaci rzutów wolnych, kary czasowej (2 minuty lub 5 minut) lub kary dyskwalifikacyjnej w zależności od powagi błędu. Celem jest utrzymanie porządku, fair play i sprawiedliwego przebiegu meczu.